# Portugal aux Jeux olympiques d'été de 1928
Le Portugal participe aux Jeux olympiques de 1928 organisés à Amsterdam. C'est la quatrième participation de ce pays à cette grande épreuve internationale. Sa délégation exclusivement masculine comprenant 32 athlètes ne récolte qu’une seule médaille. Une médaille de bronze remportée par son équipe d’épéistes en  Escrime. Le Portugal se classe au 32ème rang au classement des nations.

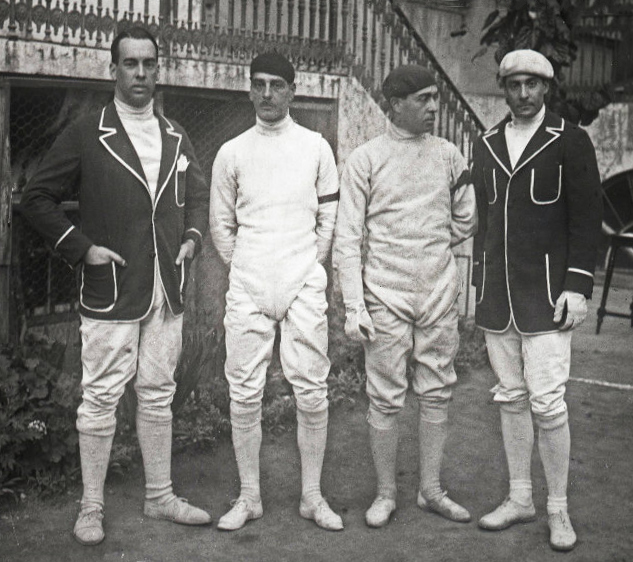
L'équipe d'escrime portugaise médaillée de bronze en épée.

## Liste des médaillés portugais
| Médaille           | Athlète                                                                                               | Sport   | Épreuve          |
| ------------------ | --- | ------- | ---------------- |
| Médaille de bronze | Paulo d'Eça Leal Mário de Noronha Jorge de Paiva Frederico Paredes Joao Sassetti Henrique da Silveira | Escrime | Épée par équipes |

## Sources
- (fr) Portugal sur le site du Comité international olympique
- (en) Portugal aux Jeux olympiques d'été de 1924 sur Olympedia.org